# 淑明女子大學

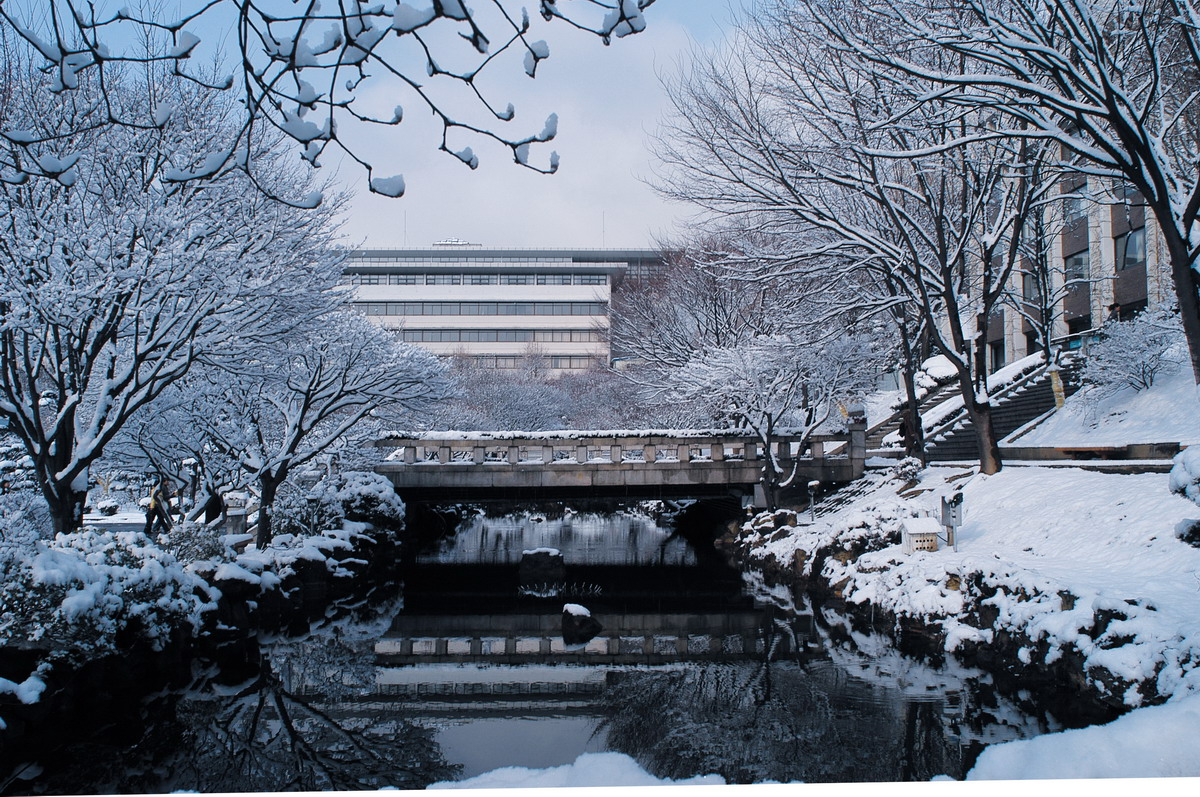
淑明女子大學

淑明女子大學（諺文：숙명여자대학교，英文：Sookmyung Women's University），校園位於首爾特別市龍山區青坡洞，是一所綜合型私立大學，由大韩帝国皇室創立於1906年5月22日。淑明女子大学是韩国第一家為女性設立的的皇家私立教育机构。
2010年，淑明女子大學在QS世界大学排名亚洲排第181。

## 簡介
淑明女子大學，前身是大韩帝国高宗純獻皇貴妃嚴氏，於1906年創辦的「明新女校」，是韩国第一家為女性設立的的皇家私立教育机构，是一所綜合型私立大學。
大學象徵標語微為貞淑、賢明、正大，象徵物為梅、松、白露。2007年大學部學生人數為11,704人，大學院（包括碩士、博士）4,099人，教授群371人。

## 知名校友
- 崔秀珍（音樂劇演員、電視劇演員；中國文學系畢業）
- 張睿元（女主播、女演員；傳播媒體學系畢業）
- 金建希[註 1]（大韓民國第一夫人；美術教育碩士）
- 金惠京（大韩民国第一夫人；钢琴系毕业）